# Gorje Maya
Gorje Maya je planinski lanac u Belizeu i istočnoj Gvatemali. Najviši vrhovi planine su Doyle's Delight s 1124 metara te Victoria Peak s 1120 metara. U podnožju planine nalazi se niz ruševina mayanskih gradova od kojih su poznatiji Lubaantun, Nim Li Punit, Cahal Pech i Chaa Creek. Podno istočnih padina nalazi se prirodni rezervat Cockscomb koji je osnovan 1990. godine. Planine su uglavnom izrađene od paleozoičkog granita i drugih sedimenata paleozoika.

## Vanjske poveznice
|  | Zajednički poslužitelj ima još gradiva o temi Gorje Maya |